# Szumy (folwark)
Szumy, Szum – dawny folwark na Białorusi, w obwodzie grodzieńskim, w rejonie brzostowickim.
W dwudziestoleciu międzywojennym miejscowość leżała w Polsce, w województwie białostockim, w powiecie grodzieńskim, w gminie Brzostowica Mała. 16 października 1933 utworzyła gromadę Szum w gminie Brzostowica Mała. Po II wojnie światowej weszła w struktury ZSRR.